# Melbourne (Florida)
Melbourne ist eine Stadt im Brevard County im US-Bundesstaat Florida mit 84.678 Einwohnern (Stand: 2020).

## Geographie
Melbourne liegt am Indian River, der einen Teil des Intracoastal Waterway bildet, sowie am Atlantischen Ozean. Die Stadt grenzt an die Städte Palm Bay, West Melbourne, Melbourne Beach, Melbourne Village, Indialantic, Indian Harbour Beach, Satellite Beach und Palm Shores. Titusville liegt rund 50 Kilometer nördlich und Orlando 100 Kilometer nordwestlich. Melbourne ist nach Palm Bay die zweitgrößte Stadt des Countys bzw. der Metropolregion Palm Bay–Melbourne–Titusville.

## Geschichte
Melbourne wurde nach dem Ende des Bürgerkriegs 1867 vor allem von ehemaligen Sklaven unter dem Namen Crane Creek gegründet.
In Erinnerung an Cornthwaite John Hector, den ersten Postmeister der Stadt, wurde die Stadt später in Melbourne umbenannt, da Hector den größten Teil seines Lebens im australischen Melbourne verbrachte.

### Religion
In Melbourne gibt es derzeit 71 verschiedene Kirchen aus 21 unterschiedlichen Konfessionen, darunter ist die Baptistengemeinde mit 17 Kirchen am stärksten vertreten. Weiterhin gibt es 4 zu keiner Konfession gehörende Kirchen (Stand: 2004).

### Demographische Daten
Laut der Volkszählung 2010 verteilten sich die damaligen 76.068 Einwohner auf 38.955 Haushalte. Die Bevölkerungsdichte lag bei 972,7 Einw./km². 80,9 % der Bevölkerung bezeichneten sich als Weiße, 10,3 % als Afroamerikaner, 0,3 % als Indianer und 3,1 % als Asian Americans. 2,2 % gaben die Angehörigkeit zu einer anderen Ethnie und 3,1 % zu mehreren Ethnien an. 8,9 % der Bevölkerung bestand aus Hispanics oder Latinos.
Im Jahr 2010 lebten in 23,5 % aller Haushalte Kinder unter 18 Jahren sowie 32,5 % aller Haushalte Personen mit mindestens 65 Jahren. 55,6 % der Haushalte waren Familienhaushalte (bestehend aus verheirateten Paaren mit oder ohne Nachkommen bzw. einem Elternteil mit Nachkomme). Die durchschnittliche Größe eines Haushalts lag bei 2,17 Personen und die durchschnittliche Familiengröße bei 2,81 Personen.
21,3 % der Bevölkerung waren jünger als 20 Jahre, 25,0 % waren 20 bis 39 Jahre alt, 27,9 % waren 40 bis 59 Jahre alt und 26,5 % waren mindestens 60 Jahre alt. Das mittlere Alter betrug 43 Jahre. 48,5 % der Bevölkerung waren männlich und 51,5 % weiblich.
Das durchschnittliche Jahreseinkommen lag bei 42.089 $, dabei lebten 14,4 % der Bevölkerung unter der Armutsgrenze.
Im Jahr 2000 war Englisch die Muttersprache von 90,39 % der Bevölkerung, spanisch sprachen 4,70 % und 4,91 % hatten eine andere Muttersprache.

## Sehenswürdigkeiten
Die Florida Power and Light Company Ice Plant, das William H. Gleason House und das James Wadsworth Rossetter House sind im National Register of Historic Places gelistet.

## Kliniken
- Holmes Regional Medical Center

## Wirtschaft
Melbourne ist bekannt für seine hohe Konzentration von Unternehmen im High-Tech-Sektor. Im Rahmen der Metropolregion Palm Bay-Melbourne-Titusville hat Melbourne die dritthöchste Konzentration an High-Tech Angestellten in den Vereinigten Staaten.
Trotz der überschaubaren Einwohnerzahl haben überproportional viele Groß- und Hightechunternehmen, vor allem aus dem Bereich Luftfahrt, Elektronik und Wehrtechnik, Produktions- und Entwicklungsstandorte in Melbourne, darunter:
- Rockwell Collins
- Northrop Grumman
- General Electric
- Embraer
- DRS Technologies

Ihren Hauptsitz in Melbourne haben der Kommunikations- und Wehrtechnikhersteller L3Harris Technologies (vormals Harris Corporation) sowie der In-flight Entertainment-Hersteller LiveTV.

## Verkehr
Melbourne wird von der Interstate 95, den U.S. Highways 1 (SR 5) und 192 (SR 500) sowie von den Florida State Roads A1A, 507, 508 und 513 durchquert. Zudem führt die Güterbahnstrecke Florida East Coast Railway durch die Stadt. Melbourne verfügt über einen Flughafen, den Melbourne International Airport.

## Bildung
Folgende Hochschulen betreiben Campusse in Melbourne:
- Florida State University
- University of Central Florida
- Keiser University
- Florida Institute of Technology mit dem Foosaner Art Museum
- Brevard Community College
- Everest University

## Kriminalität
Die Kriminalitätsrate lag im Jahr 2010 mit 443 Punkten (US-Durchschnitt: 266 Punkte) im durchschnittlichen Bereich. Es gab sieben Morde, 28 Vergewaltigungen, 144 Raubüberfälle, 506 Körperverletzungen, 771 Einbrüche, 2769 Diebstähle, 132 Autodiebstähle und 13 Brandstiftungen.

## Persönlichkeiten

### Söhne und Töchter der Stadt
- Jim Morrison (1943–1971), Sänger, Songwriter und Lyriker; Frontmann der Rockband The Doors
- Bucky Baxter (1955–2020), Multiinstrumentalist
- Darrell Hammond (* 1955), Schauspieler und Comedian
- Tim Wakefield (1966–2023), Baseballspieler
- Isaac C. Singleton, Jr. (* 1967), Schauspieler und Synchronsprecher
- Jareb Dauplaise (* 1979), Schauspieler
- Reggie Nelson (* 1983), American-Football-Spieler
- Joe West (* 1984), American-Football-Spieler und Canadian-Football-Spieler
- Cody Laurendi (* 1988), Fußballtorhüter
- Toni Pressley (* 1990), Fußballspielerin
- Marcus Maye (* 1993), American-Football-Spieler
- Chalena Scholl (* 1995), Tennisspielerin
- Oliver Askew (* 1996), amerikanisch-schwedischer Automobilrennfahrer

### Persönlichkeiten mit Bezug zur Stadt
- Hans Joachim Pabst von Ohain (1911–1998), deutsch-amerikanischer Physiker, Forscher und (Mit-)Erfinder des Strahlentriebwerks; verbrachte seinen Lebensabend in Melbourne
- Bill Nelson (* 1942), Astronaut und Politiker; in Melbourne aufgewachsen
- Jamie Howard (* 1976), Wrestler; lebt in Melbourne
- Kate Upton (* 1992), Model; in Melbourne aufgewachsen